# Over and over (Neil Young)
Over and over, ook geschreven als Over & over, is een lied dat werd geschreven door Neil Young. Hij bracht in 1990 twee versies uit op een single en bereikte er nummer 33 mee in de rocklijst van Billboard.
Het lied verscheen in 1989 op zijn album Ragged glory. De cd-single bevat een bewerkte versie met een lengte van 3:31 en de albumversie met een lengte van 8:27.
Het nummer is een grungenummer met een eenvoudig akkoordenschema. Het gaat over een vroegere liefde die de zanger zich nog altijd met geluk herinnert. De tekst bevat een aantal opvallende metaforen (bijv. Somewhere in a fire of love, our dreams went up in smoke / We danced beneath silver rain / Upon the fields of green, where time was just a joke).